# Championship League 2019
Die Championship League 2019 war ein Snooker-Einladungsturnier im Rahmen der Main-Tour-Saison 2018/19, das im Zeitraum zwischen dem 1. Januar und dem 14. März 2019 in der Ricoh Arena in Coventry (Gruppe 1 bis 6) und dem Metrodome in Barnsley (Gruppe 7 bis Finale) als Rundenturnier (Modus: Jeder gegen Jeden, engl. round robin tournament) ausgetragen wurde. Es war die zwölfte Auflage der Championship League seit 2008.
Titelverteidiger war der Schotte John Higgins, der im Halbfinale der Winners’ Group gegen den Engländer Martin Gould ausschied. Gould besiegte im Finale Jack Lisowski mit 3:1 und gewann zum zweiten Mal die Championship League. Der Engländer David Gilbert spielte in Gruppe 5 das 147. offizielle Maximum Break im Profisnooker, das zugleich das höchste Break des Turniers war.

## Preisgeld
Da es sich bei der Championship League um ein Einladungsturnier handelte, zählte das Preisgeld nicht für die Snookerweltrangliste. Insgesamt waren wie in den Vorjahren maximal 205.000 £ für das Turnier ausgelobt.
| Gruppen 1–7                            | Preisgeld |
| -------------------------------------- | --------- |
| Sieger                                 | 3.000 £   |
| Finalist                               | 2.000 £   |
| Halbfinalist                           | 1.000 £   |
| Prämie pro Framegewinn (K.-o.-Phase)   | 300 £     |
| Prämie pro Framegewinn (Gruppenspiele) | 100 £     |
| Höchstes Break                         | 500 £     |

| Winners’ Group                         | Preisgeld |
| -------------------------------------- | --------- |
| Turniersieger                          | 10.000 £  |
| Finalist                               | 5.000 £   |
| Halbfinalist                           | 3.000 £   |
| Prämie pro Framegewinn (K.-o.-Phase)   | 300 £     |
| Prämie pro Framegewinn (Gruppenspiele) | 200 £     |
| Höchstes Break                         | 1.000 £   |

## Qualifikationsgruppen
In jeder der sieben Gruppen traten sieben Spieler im Round-Robin-Modus gegeneinander an. Die ersten vier Spieler jeder Gruppe qualifizierten sich für eine K.-o.-Phase, in welcher der Gruppensieger bestimmt wurde. Nur dieser qualifizierte sich für die abschließende Winners’ Group. Die in der K.-o.-Phase unterlegenen Spieler sowie der auf Rang 5 platzierte Spieler traten in der folgenden Gruppe wieder an. Die beiden Gruppenletzten schieden aus dem Turnier aus.

### Gruppe 1
Die Spiele der ersten Gruppe fanden am 1. und 2. Januar 2019 in Coventry statt.

#### Gruppenspiele
| Spiel | Spieler 1        | Ergebnis | Spieler 2        |
| ----- | ---------------- | -------- | ---------------- |
| 1     | Neil Robertson   | 13:13    | Jack Lisowski    |
| 2     | Jimmy Robertson  | 30:30    | Robert Milkins   |
| 3     | Anthony Hamilton | 23:23    | Neil Robertson   |
| 4     | Mark King        | 13:13    | Ricky Walden     |
| 5     | Jack Lisowski    | 31:31    | Jimmy Robertson  |
| 6     | Robert Milkins   | 32:32    | Mark King        |
| 7     | Neil Robertson   | 13:13    | Jimmy Robertson  |
| 8     | Ricky Walden     | 13:13    | Anthony Hamilton |
| 9     | Jack Lisowski    | 23:23    | Robert Milkins   |
| 10    | Mark King        | 03:03    | Anthony Hamilton |
| 11    | Ricky Walden     | 03:03    | Robert Milkins   |
| 12    | Jimmy Robertson  | 31:31    | Anthony Hamilton |

| Spiel | Spieler 1        | Ergebnis | Spieler 2        |
| ----- | ---------------- | -------- | ---------------- |
| 1     | Neil Robertson   | 13:13    | Jack Lisowski    |
| 2     | Jimmy Robertson  | 30:30    | Robert Milkins   |
| 3     | Anthony Hamilton | 23:23    | Neil Robertson   |
| 4     | Mark King        | 13:13    | Ricky Walden     |
| 5     | Jack Lisowski    | 31:31    | Jimmy Robertson  |
| 6     | Robert Milkins   | 32:32    | Mark King        |
| 7     | Neil Robertson   | 13:13    | Jimmy Robertson  |
| 8     | Ricky Walden     | 13:13    | Anthony Hamilton |
| 9     | Jack Lisowski    | 23:23    | Robert Milkins   |
| 10    | Mark King        | 03:03    | Anthony Hamilton |
| 11    | Ricky Walden     | 03:03    | Robert Milkins   |
| 12    | Jimmy Robertson  | 31:31    | Anthony Hamilton |

| Spiel | Spieler 1       | Ergebnis | Spieler 2        |
| ----- | --------------- | -------- | ---------------- |
| 13    | Neil Robertson  | 31:31    | Ricky Walden     |
| 14    | Jack Lisowski   | 13:13    | Mark King        |
| 15    | Jimmy Robertson | 03:03    | Ricky Walden     |
| 16    | Robert Milkins  | 31:31    | Anthony Hamilton |
| 17    | Neil Robertson  | 03:03    | Mark King        |
| 18    | Jack Lisowski   | 23:23    | Anthony Hamilton |
| 19    | Jimmy Robertson | 13:13    | Mark King        |
| 20    | Jack Lisowski   | 23:23    | Ricky Walden     |
| 21    | Neil Robertson  | 13:13    | Robert Milkins   |

| Spiel | Spieler 1       | Ergebnis | Spieler 2        |
| ----- | --------------- | -------- | ---------------- |
| 13    | Neil Robertson  | 31:31    | Ricky Walden     |
| 14    | Jack Lisowski   | 13:13    | Mark King        |
| 15    | Jimmy Robertson | 03:03    | Ricky Walden     |
| 16    | Robert Milkins  | 31:31    | Anthony Hamilton |
| 17    | Neil Robertson  | 03:03    | Mark King        |
| 18    | Jack Lisowski   | 23:23    | Anthony Hamilton |
| 19    | Jimmy Robertson | 13:13    | Mark King        |
| 20    | Jack Lisowski   | 23:23    | Ricky Walden     |
| 21    | Neil Robertson  | 13:13    | Robert Milkins   |

#### Tabelle
| Pos. | Spieler          | Gegner | Gegner | Gegner | Gegner | Gegner | Gegner | Gegner | Partien | Frames | Punkte | Preisgeld NB |
| ---- | ---------------- | ------ | ------ | ------ | ------ | ------ | ------ | ------ | ------- | ------ | ------ | ------------ |
| Pos. | Spieler          | ROB    | LIS    | WAL    | HAM    | ROB    | KIN    | MIL    | Partien | Frames | Punkte | Preisgeld NB |
| 1    | Neil Robertson   |        | 3:1    | 1:3    | 2:3    | 3:1    | 3:0    | 3:1    | 4:2     | 15:90  | 4      | 6.800 £ HB   |
| 2    | Jack Lisowski    | 1:3    |        | 3:2    | 3:2    | 1:3    | 3:1    | 3:2    | 4:2     | 14:13  | 4      | 4.300 £ HB   |
| 3    | Ricky Walden     | 3:1    | 2:3    |        | 3:1    | 0:3    | 1:3    | 3:0    | 3:3     | 12:11  | 3      | 2.500 £ HB   |
| 4    | Anthony Hamilton | 3:2    | 2:3    | 1:3    |        | 3:1    | 0:3    | 3:1    | 3:3     | 12:13  | 3      | 2.200 £ HB   |
| 5    | Jimmy Robertson  | 1:3    | 3:1    | 3:0    | 1:3    |        | 3:1    | 0:3    | 3:3     | 11:11  | 3      | 1.100 £ HB   |
| 6    | Mark King        | 0:3    | 1:3    | 3:1    | 3:0    | 1:3    |        | 3:2    | 3:3     | 11:12  | 3      | 1.100 £ HB   |
| 7    | Robert Milkins   | 1:3    | 2:3    | 0:3    | 1:3    | 3:0    | 2:3    |        | 1:5     | 09:15  | 1      | 0.900 £ HB   |

|  | Qualifikation für das Halbfinale der Gruppe 1 |
|  | Qualifikation für Gruppe 2                    |

#### K.-o.-Phase
|  | Halbfinale Best of 5 Frames | Halbfinale Best of 5 Frames | Halbfinale Best of 5 Frames |   |               | Finale Best of 5 Frames | Finale Best of 5 Frames | Finale Best of 5 Frames |
|  |                             |                             |                             |   |               |                         |                         |                         |
|  | 1                           | Neil Robertson              | 3                           |   |               |                         |                         |                         |
|  | 2                           | Anthony Hamilton            | 0                           |   |               |                         |                         |                         |
|  | 2                           | Anthony Hamilton            | 0                           |   | 1             | Neil Robertson          | 3                       |                         |
|  |                             |                             |                             |   | 1             | Neil Robertson          | 3                       |                         |
|  |                             | 2                           | Jack Lisowski               | 0 |               |                         |                         |                         |
|  | 3                           | 2                           | Jack Lisowski               | 0 | Jack Lisowski | 3                       |                         |                         |
|  | 3                           |                             |                             |   |               | 3                       |                         |                         |
|  | 4                           | Ricky Walden                | 1                           |   |               |                         |                         |                         |

### Gruppe 2
Die Spiele der Gruppe 2 wurden zwischen dem 3. und 4. Januar 2019 in Coventry ausgetragen. Gesetzt waren Judd Trump, Kyren Wilson und Luca Brecel. Aus Gruppe 1 kamen Jack Lisowski, Anthony Hamilton, Ricky Walden und Jimmy Robertson dazu.

#### Gruppenspiele
| Spiel | Spieler 1        | Ergebnis | Spieler 2        |
| ----- | ---------------- | -------- | ---------------- |
| 1     | Judd Trump       | 03:03    | Kyren Wilson     |
| 2     | Luca Brecel      | 23:23    | Jimmy Robertson  |
| 3     | Anthony Hamilton | 03:03    | Judd Trump       |
| 4     | Ricky Walden     | 32:32    | Jack Lisowski    |
| 5     | Kyren Wilson     | 03:03    | Luca Brecel      |
| 6     | Jimmy Robertson  | 31:31    | Ricky Walden     |
| 7     | Judd Trump       | 31:31    | Luca Brecel      |
| 8     | Jack Lisowski    | 23:23    | Anthony Hamilton |
| 9     | Kyren Wilson     | 32:32    | Jimmy Robertson  |
| 10    | Ricky Walden     | 13:13    | Anthony Hamilton |
| 11    | Jack Lisowski    | 31:31    | Jimmy Robertson  |
| 12    | Luca Brecel      | 13:13    | Anthony Hamilton |

| Spiel | Spieler 1        | Ergebnis | Spieler 2        |
| ----- | ---------------- | -------- | ---------------- |
| 1     | Judd Trump       | 03:03    | Kyren Wilson     |
| 2     | Luca Brecel      | 23:23    | Jimmy Robertson  |
| 3     | Anthony Hamilton | 03:03    | Judd Trump       |
| 4     | Ricky Walden     | 32:32    | Jack Lisowski    |
| 5     | Kyren Wilson     | 03:03    | Luca Brecel      |
| 6     | Jimmy Robertson  | 31:31    | Ricky Walden     |
| 7     | Judd Trump       | 31:31    | Luca Brecel      |
| 8     | Jack Lisowski    | 23:23    | Anthony Hamilton |
| 9     | Kyren Wilson     | 32:32    | Jimmy Robertson  |
| 10    | Ricky Walden     | 13:13    | Anthony Hamilton |
| 11    | Jack Lisowski    | 31:31    | Jimmy Robertson  |
| 12    | Luca Brecel      | 13:13    | Anthony Hamilton |

| Spiel | Spieler 1       | Ergebnis | Spieler 2        |
| ----- | --------------- | -------- | ---------------- |
| 13    | Judd Trump      | 31:31    | Jack Lisowski    |
| 14    | Kyren Wilson    | 23:23    | Ricky Walden     |
| 15    | Luca Brecel     | 30:30    | Jack Lisowski    |
| 16    | Jimmy Robertson | 23:23    | Anthony Hamilton |
| 17    | Judd Trump      | 23:23    | Ricky Walden     |
| 18    | Kyren Wilson    | 13:13    | Anthony Hamilton |
| 19    | Luca Brecel     | 03:03    | Ricky Walden     |
| 20    | Kyren Wilson    | 32:32    | Jack Lisowski    |
| 21    | Judd Trump      | 13:13    | Jimmy Robertson  |

| Spiel | Spieler 1       | Ergebnis | Spieler 2        |
| ----- | --------------- | -------- | ---------------- |
| 13    | Judd Trump      | 31:31    | Jack Lisowski    |
| 14    | Kyren Wilson    | 23:23    | Ricky Walden     |
| 15    | Luca Brecel     | 30:30    | Jack Lisowski    |
| 16    | Jimmy Robertson | 23:23    | Anthony Hamilton |
| 17    | Judd Trump      | 23:23    | Ricky Walden     |
| 18    | Kyren Wilson    | 13:13    | Anthony Hamilton |
| 19    | Luca Brecel     | 03:03    | Ricky Walden     |
| 20    | Kyren Wilson    | 32:32    | Jack Lisowski    |
| 21    | Judd Trump      | 13:13    | Jimmy Robertson  |

#### Tabelle
| Pos. | Spieler          | Gegner | Gegner | Gegner | Gegner | Gegner | Gegner | Gegner | Partien | Frames | Punkte | Preisgeld NB |
| ---- | ---------------- | ------ | ------ | ------ | ------ | ------ | ------ | ------ | ------- | ------ | ------ | ------------ |
| Pos. | Spieler          | LIS    | BRE    | WIL    | ROB    | TRU    | WAL    | HAM    | Partien | Frames | Punkte | Preisgeld NB |
| 1    | Jack Lisowski    |        | 3:0    | 3:2    | 1:3    | 3:1    | 3:2    | 3:2    | 5:1     | 16:10  | 5      | 6.400 £ HB   |
| 2    | Luca Brecel      | 0:3    |        | 0:3    | 3:2    | 3:1    | 3:0    | 3:1    | 4:2     | 12:10  | 4      | 4.100 £ HB   |
| 3    | Kyren Wilson     | 2:3    | 3:0    |        | 2:3    | 0:3    | 3:2    | 3:1    | 3:3     | 13:12  | 3      | 3.400 £ HB   |
| 4    | Jimmy Robertson  | 3:1    | 2:3    | 3:2    |        | 1:3    | 1:3    | 3:2    | 3:3     | 13:14  | 3      | 2.900 £ HB   |
| 5    | Judd Trump       | 1:3    | 1:3    | 3:0    | 3:1    |        | 3:2    | 0:3    | 3:3     | 11:12  | 3      | 1.100 £ HB   |
| 6    | Ricky Walden     | 2:3    | 0:3    | 2:3    | 3:1    | 2:3    |        | 3:1    | 2:4     | 12:14  | 2      | 1.200 £ HB   |
| 7    | Anthony Hamilton | 2:3    | 1:3    | 1:3    | 2:3    | 3:0    | 1:3    |        | 1:5     | 10:15  | 1      | 1.000 £ HB   |

|  | Qualifikation für das Halbfinale der Gruppe 2 |
|  | Qualifikation für Gruppe 3                    |

#### K.-o.-Phase
|  | Halbfinale Best of 5 Frames | Halbfinale Best of 5 Frames | Halbfinale Best of 5 Frames |   |             | Finale Best of 5 Frames | Finale Best of 5 Frames | Finale Best of 5 Frames |
|  |                             |                             |                             |   |             |                         |                         |                         |
|  | 1                           | Jack Lisowski               | 3                           |   |             |                         |                         |                         |
|  | 2                           | Jimmy Robertson             | 2                           |   |             |                         |                         |                         |
|  | 2                           | Jimmy Robertson             | 2                           |   | 1           | Jack Lisowski           | 3                       |                         |
|  |                             |                             |                             |   | 1           | Jack Lisowski           | 3                       |                         |
|  |                             | 2                           | Luca Brecel                 | 0 |             |                         |                         |                         |
|  | 3                           | 2                           | Luca Brecel                 | 0 | Luca Brecel | 3                       |                         |                         |
|  | 3                           |                             |                             |   |             | 3                       |                         |                         |
|  | 4                           | Kyren Wilson                | 2                           |   |             |                         |                         |                         |

### Gruppe 3
Die Partien der Gruppe 3 fanden am 7. und 8. Januar 2019 in Coventry statt. Gesetzt waren Mark Selby, Barry Hawkins und Stuart Bingham. Aus Gruppe 2 kamen der Belgier Luca Brecel und die drei Engländer Jimmy Robertson, Kyren Wilson und Judd Trump dazu. Da sowohl Selby als auch Bingham mit je einem Break von 143 Punkten das höchste der Gruppe erzielten, wurde die Prämie dafür geteilt, jeder bekam also 250 £.

#### Gruppenspiele
| Spiel | Spieler 1       | Ergebnis | Spieler 2       |
| ----- | --------------- | -------- | --------------- |
| 1     | Mark Selby      | 30:30    | Barry Hawkins   |
| 2     | Stuart Bingham  | 32:32    | Judd Trump      |
| 3     | Jimmy Robertson | 32:32    | Mark Selby      |
| 4     | Kyren Wilson    | 32:32    | Luca Brecel     |
| 5     | Barry Hawkins   | 23:23    | Stuart Bingham  |
| 6     | Judd Trump      | 13:13    | Kyren Wilson    |
| 7     | Mark Selby      | 32:32    | Stuart Bingham  |
| 8     | Luca Brecel     | 03:03    | Jimmy Robertson |
| 9     | Barry Hawkins   | 13:13    | Judd Trump      |
| 10    | Kyren Wilson    | 03:03    | Jimmy Robertson |
| 11    | Luca Brecel     | 23:23    | Judd Trump      |
| 12    | Stuart Bingham  | 13:13    | Jimmy Robertson |

| Spiel | Spieler 1       | Ergebnis | Spieler 2       |
| ----- | --------------- | -------- | --------------- |
| 1     | Mark Selby      | 30:30    | Barry Hawkins   |
| 2     | Stuart Bingham  | 32:32    | Judd Trump      |
| 3     | Jimmy Robertson | 32:32    | Mark Selby      |
| 4     | Kyren Wilson    | 32:32    | Luca Brecel     |
| 5     | Barry Hawkins   | 23:23    | Stuart Bingham  |
| 6     | Judd Trump      | 13:13    | Kyren Wilson    |
| 7     | Mark Selby      | 32:32    | Stuart Bingham  |
| 8     | Luca Brecel     | 03:03    | Jimmy Robertson |
| 9     | Barry Hawkins   | 13:13    | Judd Trump      |
| 10    | Kyren Wilson    | 03:03    | Jimmy Robertson |
| 11    | Luca Brecel     | 23:23    | Judd Trump      |
| 12    | Stuart Bingham  | 13:13    | Jimmy Robertson |

| Spiel | Spieler 1      | Ergebnis | Spieler 2       |
| ----- | -------------- | -------- | --------------- |
| 13    | Mark Selby     | 13:13    | Luca Brecel     |
| 14    | Barry Hawkins  | 30:30    | Kyren Wilson    |
| 15    | Stuart Bingham | 13:13    | Luca Brecel     |
| 16    | Judd Trump     | 13:13    | Jimmy Robertson |
| 17    | Mark Selby     | 13:13    | Kyren Wilson    |
| 18    | Barry Hawkins  | 32:32    | Jimmy Robertson |
| 19    | Stuart Bingham | 03:03    | Kyren Wilson    |
| 20    | Barry Hawkins  | 03:03    | Luca Brecel     |
| 21    | Mark Selby     | 13:13    | Judd Trump      |

| Spiel | Spieler 1      | Ergebnis | Spieler 2       |
| ----- | -------------- | -------- | --------------- |
| 13    | Mark Selby     | 13:13    | Luca Brecel     |
| 14    | Barry Hawkins  | 30:30    | Kyren Wilson    |
| 15    | Stuart Bingham | 13:13    | Luca Brecel     |
| 16    | Judd Trump     | 13:13    | Jimmy Robertson |
| 17    | Mark Selby     | 13:13    | Kyren Wilson    |
| 18    | Barry Hawkins  | 32:32    | Jimmy Robertson |
| 19    | Stuart Bingham | 03:03    | Kyren Wilson    |
| 20    | Barry Hawkins  | 03:03    | Luca Brecel     |
| 21    | Mark Selby     | 13:13    | Judd Trump      |

#### Tabelle
| Pos. | Spieler         | Gegner | Gegner | Gegner | Gegner | Gegner | Gegner | Gegner | Partien | Frames | Punkte | Preisgeld NB |
| ---- | --------------- | ------ | ------ | ------ | ------ | ------ | ------ | ------ | ------- | ------ | ------ | ------------ |
| Pos. | Spieler         | BIN    | HAW    | SEL    | TRU    | BRE    | WIL    | ROB    | Partien | Frames | Punkte | Preisgeld NB |
| 1    | Stuart Bingham  |        | 2:3    | 3:2    | 2:3    | 3:1    | 3:0    | 3:1    | 4:2     | 16:10  | 4      | 3.450 £ HB   |
| 2    | Barry Hawkins   | 3:2    |        | 3:0    | 3:1    | 3:0    | 0:3    | 2:3    | 4:2     | 14:90  | 4      | 4.300 £ HB   |
| 3    | Mark Selby      | 2:3    | 0:3    |        | 3:1    | 3:1    | 3:1    | 3:2    | 4:2     | 14:11  | 4      | 3.250 £ HB   |
| 4    | Judd Trump      | 3:2    | 1:3    | 1:3    |        | 2:3    | 3:1    | 3:1    | 3:3     | 13:13  | 3      | 6.100 £ HB   |
| 5    | Luca Brecel     | 1:3    | 0:3    | 1:3    | 3:2    |        | 3:2    | 3:0    | 3:3     | 11:13  | 3      | 1.100 £ HB   |
| 6    | Kyren Wilson    | 0:3    | 3:0    | 1:3    | 1:3    | 2:3    |        | 3:0    | 2:4     | 10:12  | 2      | 1.000 £ HB   |
| 7    | Jimmy Robertson | 1:3    | 3:2    | 2:3    | 1:3    | 0:3    | 0:3    |        | 1:5     | 07:17  | 1      | 0.700 £ HB   |

|  | Qualifikation für das Halbfinale der Gruppe 3 |
|  | Qualifikation für Gruppe 4                    |

#### K.-o.-Phase
|  | Halbfinale Best of 5 Frames | Halbfinale Best of 5 Frames | Halbfinale Best of 5 Frames |   |               | Finale Best of 5 Frames | Finale Best of 5 Frames | Finale Best of 5 Frames |
|  |                             |                             |                             |   |               |                         |                         |                         |
|  | 1                           | Stuart Bingham              | 2                           |   |               |                         |                         |                         |
|  | 2                           | Judd Trump                  | 3                           |   |               |                         |                         |                         |
|  | 2                           | Judd Trump                  | 3                           |   | 4             | Judd Trump              | 3                       |                         |
|  |                             |                             |                             |   | 4             | Judd Trump              | 3                       |                         |
|  |                             | 2                           | Barry Hawkins               | 0 |               |                         |                         |                         |
|  | 3                           | 2                           | Barry Hawkins               | 0 | Barry Hawkins | 3                       |                         |                         |
|  | 3                           |                             |                             |   |               | 3                       |                         |                         |
|  | 4                           | Mark Selby                  | 2                           |   |               |                         |                         |                         |

### Gruppe 4
Die Partien der Gruppe 4 fanden am 9. und 10. Januar 2019 in Coventry statt. Ryan Day, Ali Carter und Graeme Dott waren gesetzt. Aus Gruppe 3 kamen noch Barry Hawkins, Stuart Bingham, Mark Selby und Luca Brecel dazu.

#### Gruppenspiele
| Spiel | Spieler 1      | Ergebnis | Spieler 2      |
| ----- | -------------- | -------- | -------------- |
| 1     | Ryan Day       | 31:31    | Ali Carter     |
| 2     | Graeme Dott    | 13:13    | Luca Brecel    |
| 3     | Stuart Bingham | 13:13    | Ryan Day       |
| 4     | Mark Selby     | 13:13    | Barry Hawkins  |
| 5     | Ali Carter     | 13:13    | Graeme Dott    |
| 6     | Luca Brecel    | 30:30    | Mark Selby     |
| 7     | Ryan Day       | 23:23    | Graeme Dott    |
| 8     | Barry Hawkins  | 03:03    | Stuart Bingham |
| 9     | Ali Carter     | 31:31    | Luca Brecel    |
| 10    | Mark Selby     | 23:23    | Stuart Bingham |
| 11    | Barry Hawkins  | 31:31    | Luca Brecel    |
| 12    | Graeme Dott    | 23:23    | Stuart Bingham |

| Spiel | Spieler 1      | Ergebnis | Spieler 2      |
| ----- | -------------- | -------- | -------------- |
| 1     | Ryan Day       | 31:31    | Ali Carter     |
| 2     | Graeme Dott    | 13:13    | Luca Brecel    |
| 3     | Stuart Bingham | 13:13    | Ryan Day       |
| 4     | Mark Selby     | 13:13    | Barry Hawkins  |
| 5     | Ali Carter     | 13:13    | Graeme Dott    |
| 6     | Luca Brecel    | 30:30    | Mark Selby     |
| 7     | Ryan Day       | 23:23    | Graeme Dott    |
| 8     | Barry Hawkins  | 03:03    | Stuart Bingham |
| 9     | Ali Carter     | 31:31    | Luca Brecel    |
| 10    | Mark Selby     | 23:23    | Stuart Bingham |
| 11    | Barry Hawkins  | 31:31    | Luca Brecel    |
| 12    | Graeme Dott    | 23:23    | Stuart Bingham |

| Spiel | Spieler 1   | Ergebnis | Spieler 2      |
| ----- | ----------- | -------- | -------------- |
| 13    | Ryan Day    | 03:03    | Barry Hawkins  |
| 14    | Ali Carter  | 13:13    | Mark Selby     |
| 15    | Graeme Dott | 31:31    | Barry Hawkins  |
| 16    | Luca Brecel | 30:30    | Stuart Bingham |
| 17    | Ryan Day    | 31:31    | Mark Selby     |
| 18    | Ali Carter  | 31:31    | Stuart Bingham |
| 19    | Graeme Dott | 30:30    | Mark Selby     |
| 20    | Ali Carter  | 30:30    | Barry Hawkins  |
| 21    | Ryan Day    | 32:32    | Luca Brecel    |

| Spiel | Spieler 1   | Ergebnis | Spieler 2      |
| ----- | ----------- | -------- | -------------- |
| 13    | Ryan Day    | 03:03    | Barry Hawkins  |
| 14    | Ali Carter  | 13:13    | Mark Selby     |
| 15    | Graeme Dott | 31:31    | Barry Hawkins  |
| 16    | Luca Brecel | 30:30    | Stuart Bingham |
| 17    | Ryan Day    | 31:31    | Mark Selby     |
| 18    | Ali Carter  | 31:31    | Stuart Bingham |
| 19    | Graeme Dott | 30:30    | Mark Selby     |
| 20    | Ali Carter  | 30:30    | Barry Hawkins  |
| 21    | Ryan Day    | 32:32    | Luca Brecel    |

#### Tabelle
| Pos. | Spieler        | Gegner | Gegner | Gegner | Gegner | Gegner | Gegner | Gegner | Partien | Frames | Punkte | Preisgeld NB |
| ---- | -------------- | ------ | ------ | ------ | ------ | ------ | ------ | ------ | ------- | ------ | ------ | ------------ |
| Pos. | Spieler        | SEL    | BIN    | HAW    | CAR    | BRE    | DAY    | DOT    | Partien | Frames | Punkte | Preisgeld NB |
| 1    | Mark Selby     |        | 3:2    | 3:1    | 1:3    | 3:0    | 3:1    | 3:0    | 5:1     | 16:70  | 5      | 5.300 £ HB   |
| 2    | Stuart Bingham | 2:3    |        | 0:3    | 3:1    | 3:0    | 3:1    | 2:3    | 3:3     | 13:11  | 3      | 6.100 £ HB   |
| 3    | Barry Hawkins  | 1:3    | 3:0    |        | 3:0    | 1:3    | 0:3    | 3:1    | 3:3     | 11:10  | 3      | 2.400 £ HB   |
| 4    | Ali Carter     | 3:1    | 1:3    | 0:3    |        | 1:3    | 3:1    | 3:1    | 3:3     | 11:12  | 3      | 2.400 £ HB   |
| 5    | Luca Brecel    | 0:3    | 0:3    | 3:1    | 3:1    |        | 3:2    | 1:3    | 3:3     | 10:13  | 3      | 1.000 £ HB   |
| 6    | Ryan Day       | 1:3    | 1:3    | 3:0    | 1:3    | 2:3    |        | 3:2    | 2:4     | 11:14  | 2      | 1.100 £ HB   |
| 7    | Graeme Dott    | 0:3    | 3:2    | 1:3    | 1:3    | 3:1    | 2:3    |        | 2:4     | 10:15  | 2      | 1.000 £ HB   |

|  | Qualifikation für das Halbfinale der Gruppe 4 |
|  | Qualifikation für Gruppe 5                    |

#### K.-o.-Phase
|  | Halbfinale Best of 5 Frames | Halbfinale Best of 5 Frames | Halbfinale Best of 5 Frames |   |                | Finale Best of 5 Frames | Finale Best of 5 Frames | Finale Best of 5 Frames |
|  |                             |                             |                             |   |                |                         |                         |                         |
|  | 1                           | Mark Selby                  | 3                           |   |                |                         |                         |                         |
|  | 2                           | Ali Carter                  | 1                           |   |                |                         |                         |                         |
|  | 2                           | Ali Carter                  | 1                           |   | 1              | Mark Selby              | 1                       |                         |
|  |                             |                             |                             |   | 1              | Mark Selby              | 1                       |                         |
|  |                             | 2                           | Stuart Bingham              | 3 |                |                         |                         |                         |
|  | 3                           | 2                           | Stuart Bingham              | 3 | Stuart Bingham | 3                       |                         |                         |
|  | 3                           |                             |                             |   |                | 3                       |                         |                         |
|  | 4                           | Barry Hawkins               | 1                           |   |                |                         |                         |                         |

### Gruppe 5
Die Partien der Gruppe 5 fanden am 21. und 22. Januar 2019 in Coventry statt. Stephen Maguire, Anthony McGill und Joe Perry waren gesetzt. Hinzu kamen Mark Selby, Ali Carter und Barry Hawkins aus Gruppe 4. Luca Brecel, der als Fünftplatzierter der vierten Gruppe ebenfalls teilnehmen sollte, sagte kurz vor Beginn der Gruppe ab. Für ihn rückte David Gilbert nach, der eigentlich erst für Gruppe 6 gesetzt war.

#### Gruppenspiele
| Spiel | Spieler 1       | Ergebnis | Spieler 2       |
| ----- | --------------- | -------- | --------------- |
| 1     | Stephen Maguire | 03:03    | Anthony McGill  |
| 2     | Joe Perry       | 32:32    | David Gilbert   |
| 3     | Ali Carter      | 31:31    | Stephen Maguire |
| 4     | Barry Hawkins   | 03:03    | Mark Selby      |
| 5     | Anthony McGill  | 23:23    | Joe Perry       |
| 6     | David Gilbert   | 13:13    | Barry Hawkins   |
| 7     | Stephen Maguire | 30:30    | Joe Perry       |
| 8     | Mark Selby      | 03:03    | Ali Carter      |
| 9     | Anthony McGill  | 31:31    | David Gilbert   |
| 10    | Barry Hawkins   | 31:31    | Ali Carter      |
| 11    | Mark Selby      | 32:32    | David Gilbert   |
| 12    | Joe Perry       | 31:31    | Ali Carter      |

| Spiel | Spieler 1       | Ergebnis | Spieler 2       |
| ----- | --------------- | -------- | --------------- |
| 1     | Stephen Maguire | 03:03    | Anthony McGill  |
| 2     | Joe Perry       | 32:32    | David Gilbert   |
| 3     | Ali Carter      | 31:31    | Stephen Maguire |
| 4     | Barry Hawkins   | 03:03    | Mark Selby      |
| 5     | Anthony McGill  | 23:23    | Joe Perry       |
| 6     | David Gilbert   | 13:13    | Barry Hawkins   |
| 7     | Stephen Maguire | 30:30    | Joe Perry       |
| 8     | Mark Selby      | 03:03    | Ali Carter      |
| 9     | Anthony McGill  | 31:31    | David Gilbert   |
| 10    | Barry Hawkins   | 31:31    | Ali Carter      |
| 11    | Mark Selby      | 32:32    | David Gilbert   |
| 12    | Joe Perry       | 31:31    | Ali Carter      |

| Spiel | Spieler 1       | Ergebnis | Spieler 2     |
| ----- | --------------- | -------- | ------------- |
| 13    | Stephen Maguire | 23:23    | Mark Selby    |
| 14    | Anthony McGill  | 13:13    | Barry Hawkins |
| 15    | Joe Perry       | 30:30    | Mark Selby    |
| 16    | David Gilbert   | 13:13    | Ali Carter    |
| 17    | Stephen Maguire | 32:32    | Barry Hawkins |
| 18    | Anthony McGill  | 32:32    | Ali Carter    |
| 19    | Joe Perry       | 31:31    | Barry Hawkins |
| 20    | Anthony McGill  | 31:31    | Mark Selby    |
| 21    | Stephen Maguire | 13:13    | David Gilbert |

| Spiel | Spieler 1       | Ergebnis | Spieler 2     |
| ----- | --------------- | -------- | ------------- |
| 13    | Stephen Maguire | 23:23    | Mark Selby    |
| 14    | Anthony McGill  | 13:13    | Barry Hawkins |
| 15    | Joe Perry       | 30:30    | Mark Selby    |
| 16    | David Gilbert   | 13:13    | Ali Carter    |
| 17    | Stephen Maguire | 32:32    | Barry Hawkins |
| 18    | Anthony McGill  | 32:32    | Ali Carter    |
| 19    | Joe Perry       | 31:31    | Barry Hawkins |
| 20    | Anthony McGill  | 31:31    | Mark Selby    |
| 21    | Stephen Maguire | 13:13    | David Gilbert |

#### Tabelle
| Pos. | Spieler         | Gegner | Gegner | Gegner | Gegner | Gegner | Gegner | Gegner | Partien | Frames | Punkte | Preisgeld NB |
| ---- | --------------- | ------ | ------ | ------ | ------ | ------ | ------ | ------ | ------- | ------ | ------ | ------------ |
| Pos. | Spieler         | GIL    | MAG    | SEL    | HAW    | CAR    | MCG    | PER    | Partien | Frames | Punkte | Preisgeld NB |
| 1    | David Gilbert   |        | 1:3    | 3:2    | 3:1    | 3:1    | 3:1    | 3:2    | 5:1     | 16:10  | 5      | 3.100 £ HB   |
| 2    | Stephen Maguire | 3:1    |        | 3:2    | 2:3    | 3:1    | 3:0    | 0:3    | 4:2     | 14:10  | 4      | 3.000 £ HB   |
| 3    | Mark Selby      | 2:3    | 2:3    |        | 0:3    | 3:0    | 3:1    | 3:0    | 3:3     | 13:10  | 3      | 6.100 £ HB   |
| 4    | Barry Hawkins   | 1:3    | 3:2    | 3:0    |        | 1:3    | 1:3    | 3:1    | 3:3     | 12:12  | 3      | 4.100 £ HB   |
| 5    | Ali Carter      | 1:3    | 1:3    | 0:3    | 3:1    |        | 3:2    | 3:1    | 3:3     | 11:13  | 3      | 1.100 £ HB   |
| 6    | Anthony McGill  | 1:3    | 0:3    | 1:3    | 3:1    | 2:3    |        | 3:2    | 2:4     | 10:15  | 2      | 1.000 £ HB   |
| 7    | Joe Perry       | 2:3    | 3:0    | 0:3    | 1:3    | 1:3    | 2:3    |        | 1:5     | 09:15  | 1      | 0.900 £ HB   |

|  | Qualifikation für das Halbfinale der Gruppe 5 |
|  | Qualifikation für Gruppe 6                    |

#### K.-o.-Phase
|  | Halbfinale Best of 5 Frames | Halbfinale Best of 5 Frames | Halbfinale Best of 5 Frames |   |                 | Finale Best of 5 Frames | Finale Best of 5 Frames | Finale Best of 5 Frames |
|  |                             |                             |                             |   |                 |                         |                         |                         |
|  | 1                           | David Gilbert               | 0                           |   |                 |                         |                         |                         |
|  | 2                           | Barry Hawkins               | 3                           |   |                 |                         |                         |                         |
|  | 2                           | Barry Hawkins               | 3                           |   | 4               | Barry Hawkins           | 0                       |                         |
|  |                             |                             |                             |   | 4               | Barry Hawkins           | 0                       |                         |
|  |                             | 3                           | Mark Selby                  | 3 |                 |                         |                         |                         |
|  | 3                           | 3                           | Mark Selby                  | 3 | Stephen Maguire | 2                       |                         |                         |
|  | 3                           |                             |                             |   |                 | 2                       |                         |                         |
|  | 4                           | Mark Selby                  | 3                           |   |                 |                         |                         |                         |

### Gruppe 6
Die Partien der Gruppe 6 fanden am 23. und 24. Januar 2019 in Coventry statt. Gesetzt waren Xiao Guodong und Martin Gould. David Gilbert sollte ursprünglich auch ab dieser Gruppe eingesetzt werden, er trat aber aufgrund der Absage von Luca Brecel bereits in Gruppe 5 an. Für ihn rückte Mark Davis nach, der eigentlich erst für Gruppe 7 gesetzt war. Als Halbfinalist der vorherigen Gruppe durfte Gilbert dennoch an der sechsten Gruppe teilnehmen. Des Weiteren kamen Barry Hawkins, Stephen Maguire und Ali Carter aus Gruppe 5 hinzu.

#### Gruppenspiele
| Spiel | Spieler 1       | Ergebnis | Spieler 2       |
| ----- | --------------- | -------- | --------------- |
| 1     | Xiao Guodong    | 30:30    | Martin Gould    |
| 2     | Mark Davis      | 03:03    | Ali Carter      |
| 3     | David Gilbert   | 03:03    | Xiao Guodong    |
| 4     | Stephen Maguire | 13:13    | Barry Hawkins   |
| 5     | Martin Gould    | 31:31    | Mark Davis      |
| 6     | Ali Carter      | 32:32    | Stephen Maguire |
| 7     | Xiao Guodong    | 32:32    | Mark Davis      |
| 8     | Barry Hawkins   | 13:13    | David Gilbert   |
| 9     | Martin Gould    | 23:23    | Ali Carter      |
| 10    | Stephen Maguire | 23:23    | David Gilbert   |
| 11    | Barry Hawkins   | 13:13    | Ali Carter      |
| 12    | Mark Davis      | 31:31    | David Gilbert   |

| Spiel | Spieler 1       | Ergebnis | Spieler 2       |
| ----- | --------------- | -------- | --------------- |
| 1     | Xiao Guodong    | 30:30    | Martin Gould    |
| 2     | Mark Davis      | 03:03    | Ali Carter      |
| 3     | David Gilbert   | 03:03    | Xiao Guodong    |
| 4     | Stephen Maguire | 13:13    | Barry Hawkins   |
| 5     | Martin Gould    | 31:31    | Mark Davis      |
| 6     | Ali Carter      | 32:32    | Stephen Maguire |
| 7     | Xiao Guodong    | 32:32    | Mark Davis      |
| 8     | Barry Hawkins   | 13:13    | David Gilbert   |
| 9     | Martin Gould    | 23:23    | Ali Carter      |
| 10    | Stephen Maguire | 23:23    | David Gilbert   |
| 11    | Barry Hawkins   | 13:13    | Ali Carter      |
| 12    | Mark Davis      | 31:31    | David Gilbert   |

| Spiel | Spieler 1    | Ergebnis | Spieler 2       |
| ----- | ------------ | -------- | --------------- |
| 13    | Xiao Guodong | 31:31    | Barry Hawkins   |
| 14    | Martin Gould | 03:03    | Stephen Maguire |
| 15    | Mark Davis   | 31:31    | Barry Hawkins   |
| 16    | Ali Carter   | 23:23    | David Gilbert   |
| 17    | Xiao Guodong | 03:03    | Stephen Maguire |
| 18    | Martin Gould | 03:03    | David Gilbert   |
| 19    | Mark Davis   | 23:23    | Stephen Maguire |
| 20    | Martin Gould | 30:30    | Barry Hawkins   |
| 21    | Xiao Guodong | 30:30    | Ali Carter      |

| Spiel | Spieler 1    | Ergebnis | Spieler 2       |
| ----- | ------------ | -------- | --------------- |
| 13    | Xiao Guodong | 31:31    | Barry Hawkins   |
| 14    | Martin Gould | 03:03    | Stephen Maguire |
| 15    | Mark Davis   | 31:31    | Barry Hawkins   |
| 16    | Ali Carter   | 23:23    | David Gilbert   |
| 17    | Xiao Guodong | 03:03    | Stephen Maguire |
| 18    | Martin Gould | 03:03    | David Gilbert   |
| 19    | Mark Davis   | 23:23    | Stephen Maguire |
| 20    | Martin Gould | 30:30    | Barry Hawkins   |
| 21    | Xiao Guodong | 30:30    | Ali Carter      |

#### Tabelle
| Pos. | Spieler         | Gegner | Gegner | Gegner | Gegner | Gegner | Gegner | Gegner | Partien | Frames | Punkte | Preisgeld NB |
| ---- | --------------- | ------ | ------ | ------ | ------ | ------ | ------ | ------ | ------- | ------ | ------ | ------------ |
| Pos. | Spieler         | HAW    | DAV    | GOU    | MAG    | GIL    | CAR    | XIA    | Partien | Frames | Punkte | Preisgeld NB |
| 1    | Barry Hawkins   |        | 3:1    | 3:0    | 1:3    | 3:1    | 3:1    | 3:1    | 5:1     | 16:70  | 5      | 5.100 £ HB   |
| 2    | Mark Davis      | 1:3    |        | 3:1    | 3:2    | 1:3    | 3:0    | 3:2    | 4:2     | 14:11  | 4      | 2.700 £ HB   |
| 3    | Martin Gould    | 0:3    | 1:3    |        | 3:0    | 3:0    | 3:2    | 3:0    | 4:2     | 13:80  | 4      | 6.100 £ HB   |
| 4    | Stephen Maguire | 3:1    | 2:3    | 0:3    |        | 3:2    | 3:2    | 0:3    | 3:3     | 11:14  | 3      | 2.400 £ HB   |
| 5    | David Gilbert   | 1:3    | 3:1    | 0:3    | 2:3    |        | 2:3    | 3:0    | 2:4     | 11:13  | 2      | 1.100 £ HB   |
| 6    | Ali Carter      | 1:3    | 0:3    | 2:3    | 2:3    | 3:2    |        | 3:0    | 2:4     | 11:14  | 2      | 1.600 £ HB   |
| 7    | Xiao Guodong    | 1:3    | 2:3    | 0:3    | 3:0    | 0:3    | 0:3    |        | 1:5     | 06:15  | 1      | 0.600 £ HB   |

|  | Qualifikation für das Halbfinale der Gruppe 6 |
|  | Qualifikation für Gruppe 7                    |

#### K.-o.-Phase
|  | Halbfinale Best of 5 Frames | Halbfinale Best of 5 Frames | Halbfinale Best of 5 Frames |   |            | Finale Best of 5 Frames | Finale Best of 5 Frames | Finale Best of 5 Frames |
|  |                             |                             |                             |   |            |                         |                         |                         |
|  | 1                           | Barry Hawkins               | 3                           |   |            |                         |                         |                         |
|  | 2                           | Stephen Maguire             | 1                           |   |            |                         |                         |                         |
|  | 2                           | Stephen Maguire             | 1                           |   | 1          | Barry Hawkins           | 2                       |                         |
|  |                             |                             |                             |   | 1          | Barry Hawkins           | 2                       |                         |
|  |                             | 3                           | Martin Gould                | 3 |            |                         |                         |                         |
|  | 3                           | 3                           | Martin Gould                | 3 | Mark Davis | 1                       |                         |                         |
|  | 3                           |                             |                             |   |            | 1                       |                         |                         |
|  | 4                           | Martin Gould                | 3                           |   |            |                         |                         |                         |

### Gruppe 7
Mit den Partien der Gruppe 7 am 11. und 12. März 2019 in Barnsley endete die Qualifikationsphase für die Winners’ Group des Turniers. John Higgins und Michael White waren gesetzt. Mark Davis war ursprünglich auch für diese Gruppe gesetzt, rückte aber für David Gilbert in Gruppe 6 nach. Er wurde durch Ding Junhui ersetzt, der zuletzt 2013 an der Championship League teilgenommen hatte. Als Halbfinalist und Fünftplatzierter der vorherigen Gruppe durften Davis und Gilbert dennoch teilnehmen. Vervollständigt wurde die Gruppe durch Barry Hawkins und Stephen Maguire aus Gruppe 6. Hawkins und Gilbert sagten jedoch ab, weshalb Tom Ford und Noppon Saengkham die Gruppe vervollständigten. Saengkham war somit der erste Spieler aus Thailand, der an der Championship League teilnahm.
Higgins gewann das Gruppenfinale mit 3:0 gegen Ding. Damit gelang es ihm nach 2017 und 2018 zum dritten Mal in Folge, die siebte Gruppe zu gewinnen, in der er auch jeweils ins Turnier eingestiegen war.

#### Gruppenspiele
| Spiel | Spieler 1        | Ergebnis | Spieler 2        |
| ----- | ---------------- | -------- | ---------------- |
| 1     | John Higgins     | 03:03    | Ding Junhui      |
| 2     | Michael White    | 30:30    | Noppon Saengkham |
| 3     | Stephen Maguire  | 30:30    | John Higgins     |
| 4     | Mark Davis       | 23:23    | Tom Ford         |
| 5     | Ding Junhui      | 23:23    | Michael White    |
| 6     | Noppon Saengkham | 13:13    | Mark Davis       |
| 7     | John Higgins     | 13:13    | Michael White    |
| 8     | Tom Ford         | 31:31    | Stephen Maguire  |
| 9     | Ding Junhui      | 30:30    | Noppon Saengkham |
| 10    | Mark Davis       | 23:23    | Stephen Maguire  |
| 11    | Tom Ford         | 32:32    | Noppon Saengkham |
| 12    | Michael White    | 32:32    | Stephen Maguire  |

| Spiel | Spieler 1        | Ergebnis | Spieler 2        |
| ----- | ---------------- | -------- | ---------------- |
| 1     | John Higgins     | 03:03    | Ding Junhui      |
| 2     | Michael White    | 30:30    | Noppon Saengkham |
| 3     | Stephen Maguire  | 30:30    | John Higgins     |
| 4     | Mark Davis       | 23:23    | Tom Ford         |
| 5     | Ding Junhui      | 23:23    | Michael White    |
| 6     | Noppon Saengkham | 13:13    | Mark Davis       |
| 7     | John Higgins     | 13:13    | Michael White    |
| 8     | Tom Ford         | 31:31    | Stephen Maguire  |
| 9     | Ding Junhui      | 30:30    | Noppon Saengkham |
| 10    | Mark Davis       | 23:23    | Stephen Maguire  |
| 11    | Tom Ford         | 32:32    | Noppon Saengkham |
| 12    | Michael White    | 32:32    | Stephen Maguire  |

| Spiel | Spieler 1        | Ergebnis | Spieler 2        |
| ----- | ---------------- | -------- | ---------------- |
| 13    | John Higgins     | 03:03    | Tom Ford         |
| 14    | Ding Junhui      | 13:13    | Mark Davis       |
| 15    | Michael White    | 31:31    | Tom Ford         |
| 16    | Noppon Saengkham | 23:23    | Stephen Maguire  |
| 17    | John Higgins     | 03:03    | Mark Davis       |
| 18    | Ding Junhui      | 13:13    | Stephen Maguire  |
| 19    | Michael White    | 13:13    | Mark Davis       |
| 20    | Ding Junhui      | 13:13    | Tom Ford         |
| 21    | John Higgins     | 13:13    | Noppon Saengkham |

| Spiel | Spieler 1        | Ergebnis | Spieler 2        |
| ----- | ---------------- | -------- | ---------------- |
| 13    | John Higgins     | 03:03    | Tom Ford         |
| 14    | Ding Junhui      | 13:13    | Mark Davis       |
| 15    | Michael White    | 31:31    | Tom Ford         |
| 16    | Noppon Saengkham | 23:23    | Stephen Maguire  |
| 17    | John Higgins     | 03:03    | Mark Davis       |
| 18    | Ding Junhui      | 13:13    | Stephen Maguire  |
| 19    | Michael White    | 13:13    | Mark Davis       |
| 20    | Ding Junhui      | 13:13    | Tom Ford         |
| 21    | John Higgins     | 13:13    | Noppon Saengkham |

#### Tabelle
| Pos. | Spieler          | Gegner | Gegner | Gegner | Gegner | Gegner | Gegner | Gegner | Partien | Frames | Punkte | Preisgeld NB |
| ---- | ---------------- | ------ | ------ | ------ | ------ | ------ | ------ | ------ | ------- | ------ | ------ | ------------ |
| Pos. | Spieler          | HIG    | SAE    | DIN    | MAG    | DAV    | FOR    | WHI    | Partien | Frames | Punkte | Preisgeld NB |
| 1    | John Higgins     |        | 3:1    | 3:0    | 3:0    | 3:0    | 3:0    | 3:1    | 6:0     | 18:20  | 6      | 7.100 £ HB   |
| 2    | Noppon Saengkham | 1:3    |        | 3:0    | 3:2    | 3:1    | 3:2    | 3:0    | 5:1     | 16:80  | 5      | 3.200 £ HB   |
| 3    | Ding Junhui      | 0:3    | 0:3    |        | 3:1    | 3:1    | 3:1    | 3:2    | 4:2     | 12:11  | 4      | 4.100 £ HB   |
| 4    | Stephen Maguire  | 0:3    | 2:3    | 1:3    |        | 2:3    | 3:1    | 3:2    | 2:4     | 11:15  | 2      | 2.400 £ HB   |
| 5    | Mark Davis       | 0:3    | 1:3    | 1:3    | 3:2    |        | 3:2    | 1:3    | 2:4     | 09:16  | 2      | 0.900 £ HB   |
| 6    | Tom Ford         | 0:3    | 2:3    | 1:3    | 1:3    | 2:3    |        | 3:1    | 1:5     | 09:16  | 1      | 0.900 £ HB   |
| 7    | Michael White    | 1:3    | 0:3    | 2:3    | 2:3    | 3:1    | 1:3    |        | 1:5     | 09:16  | 1      | 0.900 £ HB   |

|  | Qualifikation für das Halbfinale der Gruppe 7 |

#### K.-o.-Phase
|  | Halbfinale Best of 5 Frames | Halbfinale Best of 5 Frames | Halbfinale Best of 5 Frames |   |                  | Finale Best of 5 Frames | Finale Best of 5 Frames | Finale Best of 5 Frames |
|  |                             |                             |                             |   |                  |                         |                         |                         |
|  | 1                           | John Higgins                | 3                           |   |                  |                         |                         |                         |
|  | 2                           | Stephen Maguire             | 1                           |   |                  |                         |                         |                         |
|  | 2                           | Stephen Maguire             | 1                           |   | 1                | John Higgins            | 3                       |                         |
|  |                             |                             |                             |   | 1                | John Higgins            | 3                       |                         |
|  |                             | 3                           | Ding Junhui                 | 0 |                  |                         |                         |                         |
|  | 3                           | 3                           | Ding Junhui                 | 0 | Noppon Saengkham | 2                       |                         |                         |
|  | 3                           |                             |                             |   |                  | 2                       |                         |                         |
|  | 4                           | Ding Junhui                 | 3                           |   |                  |                         |                         |                         |

## Winners’ Group

### Gruppenspiele
Die Sieger der sieben Gruppen qualifizierten sich für die Gruppenphase der Finalrunde in Barnsley und spielten im Round-Robin-Modus um den Einzug ins Halbfinale.
Zum Abschluss der Gruppenphase hatten Jack Lisowski und Mark Selby jeweils drei Spiele gewonnen sowie die gleiche Framebilanz. Da Lisowski jedoch das direkte Duell gewonnen hatte, erreichte er als Vierter die Endrunde, während Selby ausschied.
| Spiel | Spieler 1      | Ergebnis | Spieler 2      |
| ----- | -------------- | -------- | -------------- |
| 1     | Neil Robertson | 13:13    | Jack Lisowski  |
| 2     | Judd Trump     | 13:13    | Stuart Bingham |
| 3     | Mark Selby     | 31:31    | Neil Robertson |
| 4     | Martin Gould   | 23:23    | John Higgins   |
| 5     | Jack Lisowski  | 13:13    | Judd Trump     |
| 6     | Stuart Bingham | 31:31    | Martin Gould   |
| 7     | Neil Robertson | 31:31    | Judd Trump     |
| 8     | John Higgins   | 23:23    | Mark Selby     |
| 9     | Jack Lisowski  | 13:13    | Stuart Bingham |
| 10    | Martin Gould   | 30:30    | Mark Selby     |
| 11    | John Higgins   | 31:31    | Stuart Bingham |
| 12    | Judd Trump     | 31:31    | Mark Selby     |

| Spiel | Spieler 1      | Ergebnis | Spieler 2      |
| ----- | -------------- | -------- | -------------- |
| 1     | Neil Robertson | 13:13    | Jack Lisowski  |
| 2     | Judd Trump     | 13:13    | Stuart Bingham |
| 3     | Mark Selby     | 31:31    | Neil Robertson |
| 4     | Martin Gould   | 23:23    | John Higgins   |
| 5     | Jack Lisowski  | 13:13    | Judd Trump     |
| 6     | Stuart Bingham | 31:31    | Martin Gould   |
| 7     | Neil Robertson | 31:31    | Judd Trump     |
| 8     | John Higgins   | 23:23    | Mark Selby     |
| 9     | Jack Lisowski  | 13:13    | Stuart Bingham |
| 10    | Martin Gould   | 30:30    | Mark Selby     |
| 11    | John Higgins   | 31:31    | Stuart Bingham |
| 12    | Judd Trump     | 31:31    | Mark Selby     |

| Spiel | Spieler 1      | Ergebnis | Spieler 2      |
| ----- | -------------- | -------- | -------------- |
| 13    | Neil Robertson | 13:13    | John Higgins   |
| 14    | Jack Lisowski  | 30:30    | Martin Gould   |
| 15    | Judd Trump     | 30:30    | John Higgins   |
| 16    | Stuart Bingham | 31:31    | Mark Selby     |
| 17    | Neil Robertson | 30:30    | Martin Gould   |
| 18    | Jack Lisowski  | 03:03    | Mark Selby     |
| 19    | Judd Trump     | 03:03    | Martin Gould   |
| 20    | Jack Lisowski  | 32:32    | John Higgins   |
| 21    | Neil Robertson | 13:13    | Stuart Bingham |

| Spiel | Spieler 1      | Ergebnis | Spieler 2      |
| ----- | -------------- | -------- | -------------- |
| 13    | Neil Robertson | 13:13    | John Higgins   |
| 14    | Jack Lisowski  | 30:30    | Martin Gould   |
| 15    | Judd Trump     | 30:30    | John Higgins   |
| 16    | Stuart Bingham | 31:31    | Mark Selby     |
| 17    | Neil Robertson | 30:30    | Martin Gould   |
| 18    | Jack Lisowski  | 03:03    | Mark Selby     |
| 19    | Judd Trump     | 03:03    | Martin Gould   |
| 20    | Jack Lisowski  | 32:32    | John Higgins   |
| 21    | Neil Robertson | 13:13    | Stuart Bingham |

### Tabelle
| Pos. | Spieler        | Gegner | Gegner | Gegner | Gegner | Gegner | Gegner | Gegner | Partien | Frames | Punkte | Preisgeld NB |
| ---- | -------------- | ------ | ------ | ------ | ------ | ------ | ------ | ------ | ------- | ------ | ------ | ------------ |
| Pos. | Spieler        | ROB    | GOU    | HIG    | LIS    | SEL    | TRU    | BIN    | Partien | Frames | Punkte | Preisgeld NB |
| 1    | Neil Robertson |        | 0:3    | 3:1    | 3:1    | 3:1    | 1:3    | 3:1    | 4:2     | 13:10  | 4      | 15.600 £ HB  |
| 2    | Martin Gould   | 3:0    |        | 3:2    | 3:0    | 0:3    | 0:3    | 3:1    | 4:2     | 12:90  | 4      | 14.200 £ HB  |
| 3    | John Higgins   | 1:3    | 2:3    |        | 3:2    | 3:2    | 3:0    | 1:3    | 3:3     | 13:13  | 3      | 15.600 £ HB  |
| 4    | Jack Lisowski  | 1:3    | 0:3    | 2:3    |        | 3:0    | 3:1    | 3:1    | 3:3     | 12:11  | 3      | 18.600 £ HB  |
| 5    | Mark Selby     | 1:3    | 3:0    | 2:3    | 0:3    |        | 3:1    | 3:1    | 3:3     | 12:11  | 3      | 12.400 £ HB  |
| 6    | Judd Trump     | 3:1    | 3:0    | 0:3    | 1:3    | 1:3    |        | 3:1    | 3:3     | 11:11  | 3      | 13.200 £ HB  |
| 7    | Stuart Bingham | 1:3    | 1:3    | 3:1    | 1:3    | 1:3    | 1:3    |        | 1:5     | 08:16  | 1      | 11.600 £ HB  |

|  | Qualifikation für das Halbfinale der Finalrunde |

### Endrunde
|  | Halbfinale Best of 5 Frames | Halbfinale Best of 5 Frames | Halbfinale Best of 5 Frames |   |              | Finale Best of 5 Frames | Finale Best of 5 Frames | Finale Best of 5 Frames |
|  |                             |                             |                             |   |              |                         |                         |                         |
|  | 1                           | Neil Robertson              | 0                           |   |              |                         |                         |                         |
|  | 2                           | Jack Lisowski               | 3                           |   |              |                         |                         |                         |
|  | 2                           | Jack Lisowski               | 3                           |   | 4            | Jack Lisowski           | 1                       |                         |
|  |                             |                             |                             |   | 4            | Jack Lisowski           | 1                       |                         |
|  |                             | 2                           | Martin Gould                | 3 |              |                         |                         |                         |
|  | 3                           | 2                           | Martin Gould                | 3 | Martin Gould | 3                       |                         |                         |
|  | 3                           |                             |                             |   |              | 3                       |                         |                         |
|  | 4                           | John Higgins                | 0                           |   |              |                         |                         |                         |

### Finale
Mit einem 3:1-Sieg sicherte sich Martin Gould seinen zweiten Sieg bei der Championship League.
| Finale: Best of 5 Frames Schiedsrichter/in: Rob Spencer Metrodome, Barnsley, England, 14. März 2019 |                |              |
| Jack Lisowski                                                                                       | 1:3            | Martin Gould |
| 0:115 (115), 85:19 (63), 38:72, 36:66                                                               |                |              |
| 63                                                                                                  | Höchstes Break | 115          |
| –                                                                                                   | Century-Breaks | 1            |
| 1                                                                                                   | 50+-Breaks     | 1            |

## Century-Breaks
Während des gesamten Turniers wurden insgesamt 103 Centurys erzielt.
David Gilbert spielte in seinem Gruppenspiel der fünften Gruppe gegen Stephen Maguire ein Maximum Break. Es war sein zweites, das achte der Saison, das neunte in der Championship League und das insgesamt 147. Break von 147 Punkten.
Maguire wiederum gelangen in der fünften Runde selbst sechs Centurys, darunter auch das 400. seiner Karriere. Er war der 12. Spieler, der diese Zahl erreichte. In Gruppe 7 erreicht Ding Junhui als 7. Spieler sein 500. offizielles Century. Als vierter Spieler der Snookergeschichte überschritt schließlich Neil Robertson die Marke von 600 Karrierecenturys. Das 600. gelang ihm am 1. Januar in seiner Gruppenpartie gegen Anthony Hamilton. Judd Trump zog am 14. März nach. In seinem letzten Gruppenspiel im Finale spielte er ebenfalls Century Nummer 600.

### Winners’ Group
| Judd Trump     | 136, 109, 105 (2×), 103 |
| Mark Selby     | 135, 122, 113, 107      |
| Martin Gould   | 131, 117, 115, 105 (2×) |
| John Higgins   | 120, 117 (2×)           |
| Neil Robertson | 120                     |

### Qualifikationsgruppen
| David Gilbert   | 1475, 105, 100 (2×)                                      |
| Mark Selby      | 143 (3×)3,4, 141, 139 (2×), 113, 110, 109, 103, 102, 100 |
| Stuart Bingham  | 1433, 132, 111, 106, 101, 100                            |
| Judd Trump      | 142, 137, 127, 125, 115, 111, 110, 104                   |
| Ali Carter      | 1416, 134, 126, 125, 113, 105                            |
| Neil Robertson  | 1391, 128, 124, 115, 110, 104                            |
| Stephen Maguire | 135, 129, 124, 116, 108, 105, 104, 103, 102              |
| Luca Brecel     | 135, 127, 104, 102                                       |
| Martin Gould    | 135                                                      |
| Joe Perry       | 135                                                      |
| Ricky Walden    | 135                                                      |

| Barry Hawkins    | 134, 121, 120 (2×), 105 (2×), 101 (2×) |
| Kyren Wilson     | 1322, 129, 123, 108                    |
| John Higgins     | 1307, 118                              |
| Graeme Dott      | 122                                    |
| Ding Junhui      | 121, 100                               |
| Jimmy Robertson  | 120, 117                               |
| Jack Lisowski    | 117, 107, 103                          |
| Noppon Saengkham | 112, 110                               |
| Xiao Guodong     | 112                                    |
| Michael White    | 110                                    |
| Anthony McGill   | 104                                    |

x die hochgestellte Zahl markiert das jeweils höchste Break in Gruppe x